# Obyvatelstvo Abcházie

Abchazové
Arméni
Gruzíni
Rusové
Neobydlené nebo řídce obydlené oblasti

Podle sčítání lidu v roce 2011 žije v Abcházii 240 705 obyvatel, z nich těsnou většinu zaujímají Abchazové (50,7 %) následují Gruzíni, kterých zde je 19,2 % po nich jsou Arméni 17,4 % a pak Rusové 9,1 %, kromě toho jsou zde menší komunity Řeků (0,6 %), Ukrajinců (0,7 %), Estonců (0,1 %), Osetinců (0,3 %). Stejně jako etnicky je Abcházie rozdělená i nábožensky. Většina obyvatel se hlásí k pravoslavnému křesťanství (60 %) a dále je zde silně zastoupený islám (16 %) a místní pohanství (8 %). Obyvatelstvo Abcházie zhruba od roku 1993 rychlým tempem narůstá přičemž se zvedá poměr etnických Abchazů vůči ostatním etnikům.

## Demografický vývoj
První sčítání lidu proběhlo v Abcházii až v roce 1886, tedy až po 20 letech ruské nadvlády. Před tím došlo k masovému exodu obyvatel z této oblasti kvůli tomu, že byli muslimové.

### Od starověku až po obsazení Ruskem
Předkové Abchazů (Abazgové, Apsilové) přišli na území dnešní Abcházie ze severního Kavkazu a zakládali zde rané státy už od 1. století. Někdy mezi 4.–6. stoletím sem začalo pronikat křesťanství z Byzance, ale i když Abcházie oficiálně křesťanství přijala udrželo se zde až do současnosti i původní pohanské náboženství. Důležitou menšinou která zde vznikla už v období před naším letopočtem jsou Řekové kteří zde zakládali kolonie. V desátém století se Abcházie spojila s Gruzií ve společné království, které s přestávkami přetrvalo další 4 století. Během této éry k žádným velkým demografickým změnám nedošlo. V roce 1570 se Abcházie stala součástí Osmanské říše. Abchazové, kteří byli vlažní křesťané začali konvertovat k islámu. Od konce 18. století se o tuto oblast začíná zajímat Rusko. Války a spory s Osmanskou říší se protáhnou a Abcházie je definitivně obsazena Ruskem až v roce 1864.

### Ruská nadvláda
Už během válek předcházejícím obsazení Abcházie začali muslimští obyvatelé tyto oblasti opouštět. Abchazové původně obývali i území podstatně severněji než je dnešní Abcházie například okolí Soči. Z těchto oblastí vymizeli úplně. Po obsazení Ruskem byla Abcházie násilím christianizována. Spousta Abchazů utekla do Osmanské říše a kvůli tomu byly tyto oblasti řídce osídlené. Na vysídlené území se začaly stěhovat ostatní křesťanské národy z Kavkazu (Arméni, Gruzíni a Rusové). Odhaduje se, že v letech 1828 až 1829 opustilo Abcházii asi 10 000 Abchazů a mezi léty 1852–1858 se abchazská populace zmenšila z 98 000 na 89 866. Další vlny uprchlíků odešly za ruské nadvlády, ale z těchto informací vyplývá, že v třicátých letech 19. století mohlo žít v Abcházii něco kolem 110 000 Abchazů. Při ruském sčítání lidu v roce 1886 zde žilo jen 58 963 Abchazů a necelých 10 000 příslušníků jiných národností. Během necelých 60 let se tak abchazská populace zmenšila na polovinu. Při dalším sčítání lidu v roce 1897 počet etnických Abchazů mírně poklesl na 58 697 zatímco počet ostatních národů se rozrostl na téměř 48 000. Takže během těchto 11 let vzrostl počet Arménů v Abcházii o 501 % z 1 090 na 6 552, počet Gruzínů o 521 % z 4 166 na 25 873 a počet Rusů o 471 % z 1 090 na 5 135. Toto sčítání lidu bylo poslední na příštích více než 110 let, kdy jeden národ měl v Abcházii nadpoloviční většinu obyvatel.

### Sovětská nadvláda
Po Říjnové revoluci se jižní Kavkaz odtrhl od Ruska a později se rozdělil na tři samostatné republiky: Arménii, Gruzii a Ázerbájdžán. Abcházie byla připojena ke Gruzii, ale téměř ihned zde propukly vzpoury požadující nezávislost. V té době žilo v Abcházii kolem 40 - 30 % etnických Abchazů a Gruzínů zde nebylo o moc méně. Aby zabránila vzpourám dala Gruzie Abcházii status autonomní republiky. Vzpoury sice ustaly, ale Abchazové s tehdejším stavem zřejmě stejně nebyli spokojeni, protože když v roce 1921 rudá armáda vpadla do Gruzie, tak Abchazové podpořili vzpourami Rudou armádu. Z Abcházie byla vytvořena tzv.: Socialistická sovětská republika Abcházie což byl nejvyšší status jakého mohla republika v rámci SSSR dosáhnout. Bohužel už v roce 1922 se k moci v SSSR dostává gruzínský rodák Josif Vissarionovič Stalin a společně s Lavrentij Pavlovič Berijou (člen vedení SSR Gruzie) začíná prosazovat další sankce vůči Abchazům. Zatím jsou to rozsáhlé čistky a zvýšený příliv Gruzínských přistěhovalců. Takže když v roce 1926 proběhlo sčítání lidu tak Abchazové už v Abcházii nejsou největším etnikem. Od roku 1897 ubylo kolem 3 000 Abchazů a naproti tomu sem přišlo 100 000 nových přistěhovalců z toho nejvíc Gruzínů zhruba 42 000.
Nyní zde bylo nejvíc Gruzínů (33,6%) a až za nimi byli Abchazové (27,3%). V roce 1931 Stalin Abcházii odebral status SSR a udělil jí status Autonomní SSR v rámci Gruzie. To spolu s posílením moci Beriji vedlo k likvidaci místní inteligence, kolektivizaci zemědělství, Abcházština byla zakázána, do předních míst byli dosazeni Gruzíni a kromě pokračování Gruzínské kolonizace sem začali být přesouváni i Rusové. V roce 1939 se konalo další sčítání lidu a oproti roku 1926 přibylo 110 000 obyvatel ale jenom 200 Abchazů. Překvapivě nejvíc přistěhovalců přišlo z Ruska 48 000 a Gruzínů přibylo pouze 24 000. Abchazové se stali až 3 největším etnikem. Po Stalinově smrti v roce 1953 přišel o moc i Berija a situace v Abcházii se radikálně změnila. Abcházština byla opět povolena a dokonce se v ní i vyučovalo, také se stala jedním ze tří úředních jazyků v Abcházii. I přes nevoli Gruzínů se k moci dostali místní Abchazové, kteří měli zajištěnou politickou většinu až do rozpadu SSSR. V roce 1959 tedy 6 let po Stalinově smrti proběhlo další sčítání lidu. Abchazů přibylo 5 000 ale ostatních národů dohromady 90 000 a Abchazové se stali až 4 největším etnikem po Rusech, Gruzínech a Arménech. Z celkového počtu obyvatel zabírali pouze 15,1 % zatímco nejrozšířenější Gruzíni 39,1 %. Od tohoto sčítání lidu až do roku 1989 měl demografický vývoj pořád stejný průběh (s výjimkou odchodu Rusů mezi léty 1970 - 1979). Počet obyvatel rostl (s výjimkou let 1970 - 1979) a zvyšoval se poměr etnických Abchazů a Gruzínů oproti ostatním národům. Abchazové se v roce 1970 stali třetím největším etnikem a v roce 1979 druhým. v roce 1989 žilo v Abcházii 525 061 obyvatel z toho 239 872 (45,7%) Gruzínů, 93 267 (17,8%) Abchazů, 76 541 (14,6%) Arménů a 74 913 (14,3%) Rusů.

### Rozpad SSSR a válka o nezávislost
- Abchazové: 50,7 %
- Gruzíni: 19,2 %
- Arméni: 17,4 %
- Rusové: 9,1 %
- Ukrajinci: 0,7 %
- Řekové: 0,6 %
- ostatní: 2,3 %

Ještě před rozpadem SSSR se Abchazové snažili, aby se Abcházie stala SSR nebo aby se jako ASSR připojila k Ruské SFSR, ale to se jim nepovedlo. Naproti tomu Gruzíni začali považovat Abcházii za historickou součást Gruzie a vznikaly ničím nepodložené teorie později označeny jako mylné, že Abchazové byli Gruzíni, ale vytlačily je kmeny ze severního Kavkazu (současní Abchazové). Autoři těchto teorií požadovali vyhnání Abchazů zpátky na severní Kavkaz. Po rozpadu se Abcházie stala oficiálně součástí Gruzie a začaly spory mezi Gruzíny a Abchazy o status Abcházie. Gruzíni by nejraději zrušili i status autonomní republiky, ale naopak Abchazové požadovali vytvoření konfederace. Začaly propukat vzpoury (Abchazové proti Gruzínům / Gruzíni proti Abchazskému vedení), nakonec situace v roce 1992 vyústila v Gruzínskou invazi do Abcházie a následnou válku. Ve válce bojovali Gruzíni proti všem ostatním národům co zde žily. Válka skončila v roce 1993 vítězstvím Abcházie. Následovaly etnické čistky a vyhánění Gruzínů. Výsledkem bylo zvrácení téměř stoletého vývoje kdy Gruzíni byli hlavním etnikem v Abcházii.

### Nezávislá Abcházie
Z Abcházie uteklo kolem 250 000 lidí. Většina z nich byli Gruzíni, ale utekli také téměř všichni Řekové a Ukrajinci, kolem 2/3 Rusů a asi 1/3 Arménů. Po válce se, ale někteří Gruzíni vrátili zpět do nejjižnějšího okresu Gali. Jinak se do neuznané republiky izolované od světa moc lidí nevrátilo a až do roku 2003 nikdo pořádně netušil kolik zde žije lidí. První odhad poskytl Rozvojový program OSN v roce 1998 podle kterého se počet obyvatel pohyboval od 180 000 do 220 000, ale první oficiální sčítání lidu proběhlo až v roce 2003. Podle tohoto sčítání žilo v Abcházii 214 016 obyvatel (což vlastně potvrzuje odhady OSN) z nichž 94 597 (44,2%) byli Abchazové, 44 869 (21,0%) Arméni, 44 041 (20,6%) Gruzíni a 23 420 (10,9%) Rusové. Další sčítání lidu přišlo v roce 2011 a podle tohoto sčítání žije v Abcházii 240 705 obyvatel, z toho 122 069 (50,7%) Abchazů, 46 367 (19,2%) Gruzínů, 41 864 (17,4%) Arménů a 22 077 (9,1%) Rusů. Od roku 2003 do roku 2011 přibylo téměř 27 000 obyvatel a to i přes to že ubylo více než 4 500 Arménů(3000), Rusů(1300), Řeků, Ukrajinců a Estonců. Přibylo více než 27 000 Abchazů, 2 326 Gruzínů a 150 Osetinců.

### Tabulka vývoje obyvatelstva
| Rok  | Počet obyvatel | Abchazové       | Arméni         | Gruzíni         | Rusové         | Řekové         | Ukrajinci     | Estonci      | Osetinci     |
| ---- | -------------- | --------------- | -------------- | --------------- | -------------- | -------------- | ------------- | ------------ | ------------ |
| 1886 | 68 773         | 41,2% (28 323)  | 1,6% (1 090)   | 50,6% (34 806)  | 1,6% (1 090)   | 3,1% (2 149)   | 0,2% (126)    | 0,9% (637)   | – (–)        |
| 1897 | 106 179        | 55,3% (58 697)  | 6,2% (6 552)   | 24,4% (25 873)  | 4,8% (5 135)   | 5,1% (5 393)   | 0,8% (809)    | 0,6% (604)   | – (–)        |
| 1926 | 201 016        | 27,3% (55 918)  | 12,8% (25 677) | 33,6% (67 494)  | 6,7% (12 553)  | 7,6% (14 045)  | 2,3% (4 647)  | 0,4% (779)   | – (–)        |
| 1939 | 311 885        | 18,0% (56 197)  | 15,9% (49 705) | 29,5% (91 967)  | 19,3% (60 201) | 11,1% (34 621) | 2,7% (8 593)  | 0,7% (2 282) | – (–)        |
| 1959 | 404 738        | 15,1% (61 193)  | 15,9% (64 425) | 39,1% (158 221) | 21,4% (86 715) | 2,2% (9 101)   | 2,8% (11 474) | 0,5% (1 882) | – (–)        |
| 1970 | 486 959        | 15,9% (77 276)  | 15,4% (74 850) | 41,0% (199 596) | 19,1% (92 889) | 2,7% (13 114)  | 2,5% (11 955) | 0,4% (1 834) | 0,2% (1 214) |
| 1979 | 486 082        | 17,1% (83 087)  | 15,1% (73 350) | 43,9% (213 322) | 16,4% (79 730) | 2,8% (13 642)  | 2,1% (10 257) | 0,3% (1 445) | 0,2% (952)   |
| 1989 | 525 061        | 17,8% (93 267)  | 14,6% (76 541) | 45,7% (239 872) | 14,3% (74 913) | 2,8% (14 664)  | 2,2% (11 655) | 0,3% (1 466) | 0,2% (1 165) |
| 2003 | 214 016        | 44,2% (94 597)  | 21,0% (44 869) | 20,6% (44 041)  | 10,9% (23 420) | 0,7% (1 486)   | 0,8% (1 797)  | 0,2% (446)   | 0,2% (457)   |
| 2011 | 240 705        | 50,7% (122 069) | 17,4% (41 864) | 19,2% (46 367)  | 9,1% (22 077)  | 0,6% (1 380)   | 0,7% (1 743)  | 0,1% (351)   | 0,3% (605)   |

| Roky (počet roků) | přírůstek obyvatel (V %) | Abchazové           | Arméni              | Gruzíni                | Rusové               | Řekové               | Ukrajinci           | Estonci             | Osetinci         |
| ----------------- | ------------------------ | ------------------- | ------------------- | ---------------------- | -------------------- | -------------------- | ------------------- | ------------------- | ---------------- |
| 1886 - 1897 (11)  | ▲ 37 406 ▲ (54,4 %)      | ▲30 374 ▲ (107,2 %) | ▲5 462 ▲ (4,6 %)    | ▼ -8933 ▼ (-25,7 %)    | ▲ 4 045 ▲ (3,2 %)    | ▲ 3 244 ▲ (2,0 %)    | ▲ 683 ▲ (0,6 %)     | ▼ -33 ▼ (-0,3 %)    | – (–)            |
| 1897 - 1926 (29)  | ▲ 94 837 ▲ (89,3 %)      | ▼ -2779 ▼ (-28,0 %) | ▲ 19 125 ▲ (6,6 %)  | ▲ 41 621 ▲ (9,2 %)     | ▲ 7 418 ▲ (1,9 %)    | ▲ 8 652 ▲ (2,5 %)    | ▲ 3 838 ▲ (1,5 %)   | ▲ 175 ▼ (-0,2 %)    | – (–)            |
| 1926 - 1939 (13)  | ▲ 110 869 ▲ (55,1 %)     | ▲ 279 ▼ (-9,3 %)    | ▲ 24 028 ▲ (3,1 %)  | ▲ 24 473 ▼ (-4,1 %)    | ▲ 47 648 ▲ (12,6 %)  | ▲ 20 576 ▲ (3,5 %)   | ▲ 3 946 ▲ (0,4 %)   | ▲ 1 503 ▲ (0,3 %)   | – (–)            |
| 1939 - 1959 (20)  | ▲ 92 853 ▲ (29,7 %)      | ▲ 4 996 ▼ (-2,9 %)  | ▲ 14 720 ▬ (0,0 %)  | ▲ 66 254 ▲ (9,6 %)     | ▲ 26 514 ▲ (2,1 %)   | ▼ -25 520 ▼ (-8,9 %) | ▲ 2 881 ▲ (0,1 %)   | ▼ -400 ▼ (-0,2 %)   | – (–)            |
| 1959 - 1970 (11)  | ▲ 82 221 ▲ (20,3 %)      | ▲ 16 083 ▲ (0,8 %)  | ▲ 10 425 ▼ (-0,5 %) | ▲ 41 375 ▲ (1,9 %)     | ▲ 6 171 ▼ (-2,3 %)   | ▲ 4 013 ▲ (0,5 %)    | ▲ 481 ▼ (-0,3 %)    | ▼ -48 ▼ (-0,1 %)    | – (–)            |
| 1970 - 1979 (9)   | ▼ -877 ▼ (- 0,2 %)       | ▲ 5 811 ▲ (1,2 %)   | ▼ 1 500 ▼ (-0,3 %)  | ▲ 13 726 ▲ (2,9 %)     | ▼ -13 159 ▼ (-2,7 %) | ▲ 528 ▲ (0,1 %)      | ▼ -1 698 ▼ (-0,4 %) | ▼ -389 ▼ (-0,1 %)   | ▼ -262 ▬ (0,0 %) |
| 1979 - 1989 (10)  | ▲ 38 979 ▲ (8,0 %)       | ▲ 10 180 ▲ (0,7 %)  | ▲ 3 191 ▼ (-0,5 %)  | ▲ 26 550 ▲ (1,8 %)     | ▼ -4 817 ▼ (-2,1 %)  | ▲ 1 022 ▬ (0,0 %)    | ▲ 1 398 ▲ (0,1 %)   | ▲ 21 ▬ (0,0 %)      | ▲ 213 ▬ (0,0 %)  |
| 1989 - 2003 (14)  | ▼ -311 045 ▼ (-59,2 %)   | ▲ 1 330 ▲ (26,4 %)  | ▼ -31 672 ▲ (6,4 %) | ▼ -195 831 ▼ (-25,1 %) | ▼ -51 493 ▼ (-3,4 %) | ▼ -13 178 ▼ (-2,1 %) | ▼ -9 864 ▼ (-1,4 %) | ▼ -1 020 ▼ (-0,1 %) | ▼ -708 ▬ (0,0 %) |
| 2003 - 2011 (8)   | ▲ 26 689 ▲ (12,4 %)      | ▲ 27 472 ▲ (6,5 %)  | ▼ -3 005 ▼ (-3,6 %) | ▲ 2 326 ▼ (-1,4 %)     | ▼ -1 343 ▼ (-1,8 %)  | ▼ -106 ▼ (-0,1 %)    | ▼ -54 ▬ (0,0 %)     | ▼ -96 ▼ (-0,1 %)    | ▲ 148 ▲ (0,1 %)  |

## Náboženství
- pravoslavné křesťanství: 60 %
- islám: 16 %
- abchazské pohanství: 8 %
- ostatní: 2 %
- bez vyznání: 8 %
- nezjištěno: 6 %

Podle údajů z roku 2003. Je v Abcházii nejrozšířenější pravoslavné křesťanství (60 %) za ním je Islám (16 %) a potom místní pohanství (8 %). Abcházie přijala křesťanství už někdy v 5.–6. století, ale Abchazové jej nikdy plně nepřijali a místní pohanské náboženství si zde zachovalo svoje místo až do dneška. V 15. století byla Abcházie dobyta Osmanskou říší a začal se zde šířit Islám. V 19. století byla Abcházie dobyta Ruskem, což mělo za následek, že muslimské obyvatelstvo bylo vyháněno a na jeho místo přicházeli kolonisté z křesťanských národů Kavkazu (Gruzíni, Arméni a Rusové). Během existence SSSR tyto národy přečíslily domorodé Abcházce, kterých zde bylo jen kolem 17 %. Po rozpadu SSSR zde vypukla válka a spousta neabchazských obyvatel odešla. Podíl Abchazského obyvatelstva se zvedl na 40–50 % (v roce 2003 44,2 %). Je pravděpodobné, že většinu křesťanského obyvatelstva tvoří etničtí Arméni (Arménů bylo v roce 2003 20 % a drtivá většina z nich jsou věřící křesťané takže jenom Arméni tvoří až 1/3 křesťanského obyvatelstva Abcházie), Gruzíni a Rusové. Mezi místními Abchazi je oproti ostatním národům více rozšířený islám a v pohanství věří jenom etničtí Abchazové. Místní pohanské náboženství se zde udrželo už od starověku a dodnes hraje důležitou roli mezi Abchazi (Abchazští křesťané často nečtou bibli a nechodí do kostela a muslimové pijí alkohol a jí vepřové, ale většina respektuje místní náboženství), v roce 2003 se k němu přihlásilo 8 % obyvatel, z nich je drtivá většina Abcházců (což znamená že mezi Abchazi se přihlásilo k pohanství něco kolem 18 % obyvatel). V Abcházii se nacházejí desítky pravoslavných kostelů, dva kláštery, pět fungujících pohanských svatyň, dvě fungující mešity, jeden katolický a luteránský kostel a jedna synagoga.